# Areva laticilia
Areva laticilia är en fjärilsart som beskrevs av Walker 1854. Areva laticilia ingår i släktet Areva och familjen björnspinnare. Inga underarter finns listade i Catalogue of Life.